# Ivanivka, Cernihiv
Ivanivka (în ucraineană Іванівка) este localitatea de reședință a comunei Ivanivka din raionul Cernihiv, regiunea Cernihiv, Ucraina.

## Demografie
Componența lingvistică a localității Ivanivka
     Ucraineană (96,9%)
     Rusă (2,77%)
     Alte limbi (0,34%)
Conform recensământului din 2001, majoritatea populației localității Ivanivka era vorbitoare de ucraineană (96,9%), existând în minoritate și vorbitori de rusă (2,77%).